# Zvíkovský rarášek
Zvíkovský rarášek (txec), literalment en català «el follet de Zvíkov», op. 49, és una òpera en un acte composta el 1913 per Vítězslav Novák sobre un llibret en txec de Ladislav Stroupežnický. Es va estrenar el 10 d'octubre de 1915 al Teatre Nacional de Praga.